# Фурло
Фурло (итал. Gola del Furlo) — каньон, расположенный между горами Пьетралата (889 м) и Пагануччо (976 м), созданный эрозионной силой реки Кандильяно, притока Метауро. За тысячелетия он достиг значительной глубины, которая, однако, больше не видна из-за плотины, построенной в 1922 году, которая превратила бурный водный поток в спокойное озеро. Расположен в маркезанской провинции Пезаро-э-Урбино на территории коммун Ферминьяно, Фоссомброне, Кальи и Аккуаланья. Каньон пересекает первоначальный маршрут Фламиниевой дороги.

## Геология
Геологически каньон Фурло представляет большой интерес. Здесь выходят на поверхность известковые породы морского происхождения мезокайнозойской стратиграфической последовательности Умбрии — Марке: известняки Калькаре-Массиччо, Корниола, Россо-Аммонитико, Бугароне (юрский период); Майолика, Марне-а-Фукоиди и Скалье, Скалья-Бьянка и Скалья-Росса (меловой период). В верхней части Скалья-Бьянка узнаваем уровень Бонарелли, чёрный, битуминозный, который отмечает границу между сеноманом и туроном и представляет собой направляющий горизонт для всей области Умбрии — Марке.
Во многих из этих образований в местных каменоломнях и коллекционерами были обнаружены окаменелости. Например, в 2000—2007 годах были найдены несколько очень интересных образцов аммонитов, принадлежащих к новым для науки родам и видам (Furlites, Pelingoceras, Claviceras, Paramorphites и другим), которые были найдены в долине около большого карьера.